# Рената Агостини
Рената Агостини Шарац (11. фебруар 1982, Бихаћ) српска је глумица, педагог и редовни професор на Академији умјетности Универзитета у Бањој Луци.
Паралелно са завршним разредом гимназије, завршила је прву годину студија глуме на Академији умјетности у Бањој Луци. На истом факултету изабрана је 2004. у звање асистента, а 2010. доцента. На Факултету физичког васпитања и спорта у Бањој Луци магистрирала је 2012. одбраном рада Значај тјелесне активности у commedia dell`arte за развој сценског покрета глумца. Дана 10. јуна 2022. године, на Академији умјетности Универзитета у Бањој Луци, одбранила је докторску дисертацију под називом Сценски покрет  ̶  историјат и улога у образовању глумца и стекла звање доктора наука из театрологије.
Играла је у требињском позоришту "Слово", Дјечјем позоришту РС, бањалучком Студентском позоришту и Народном позоришту Републике Српске, гдје је глумила у представама Матуранти, Је ли било кнежеве вечере, С планине и испод планине, Кумови. Глумила је у неколико студентских филмова. У звање ванредног професора на Академији умјетности изабрана је 2015. У звању редовног професора је од 24. децембра 2020.
Отац јој се зове Војин, а мајка Јованка. Родом је од Шараца из петровачког села Бјелаја.